# Casa dos Irmãos Villas Boas
A Casa dos Irmãos Villas Boas, é um imóvel na cidade de Nova Xavantina, Mato Grosso. Era a residência dos irmãos Villas Boas e foi tombada por sua importância cultural e histórica para a região.